# Sten von der Osten-Sacken
Sten von der Osten-Sacken, född den 18 november 1922 i Greifswald, död den 4 november 2020 i Stockholm, var en svensk friherre och jurist. Han tillhörde ätten von der Osten-Sacken.
von der Osten-Sacken avlade juris kandidatexamen vid Stockholms högskola 1946 och genomförde tingstjänstgöring 1947–1950. Han blev fiskal i Hovrätten för Övre Norrland 1950, sekreterare i Stockholms rådhusrätt 1950, assessor där 1961 och rådman 1965, von der Osten-Sacken var lagman i Kalmar tingsrätt 1976–1983 och i Solna tingsrätt 1983–1989. Efter sin pensionering var han anställd vid Tisell & Co Advokatfirma 1991–1999 och affärsjurist vid Ernst & Young. von der Osten-Sacken blev riddare av Nordstjärneorden 1969. Han vilar på Katolska kyrkogården i Stockholm.